# Oude Zak

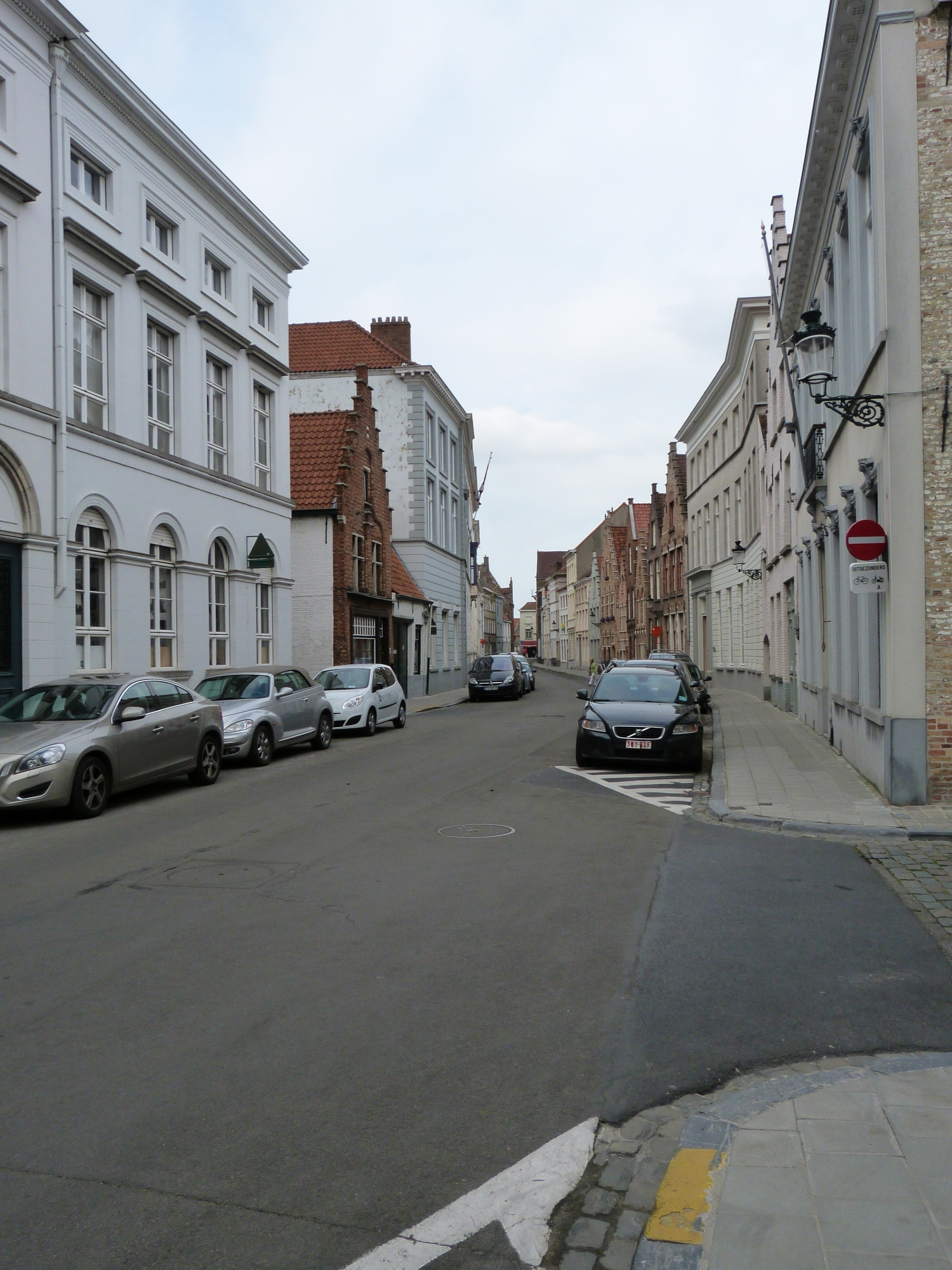
De Oude Zak bij de hoek met de Leeuwstraat

De Oude Zak is een straat in Brugge.

## Beschrijving
Een 'Zak' is een straat die doodloopt (zoals in het Duits 'Sackgasse' en in het Frans en het Engels 'cul de sac').
Dit was dus zeker het geval met deze straat, vermeld in
- 1282: ex Sacco;
- 1284: in veteri Sacco;
- 1305: in den Zac;
- 1306: In den Houden Zak.

De herkomst van de toevoeging 'Oude' is onbekend. Mogelijk was er een tweede doodlopende straat in de omgeving bij gekomen, hoewel daar geen concrete aanduiding voor is. Een andere verklaring is dat de toevoeging stamt uit de tijd dat de straat niet meer doodlopend was, en dus eigenlijk de betekenis 'voormalig' heeft.
De Oude Zak was in de 20ste eeuw gedurende decennia de zetel van de Directe Belastingen in Brugge. In Brugge werd niet gezegd dat men zijn belastingen betaalde, maar dat men 'het geld naar de Oude Zak droeg'.
De Oude Zak loopt van de Ezelstraat naar de Beenhouwersstraat.

## Bekende bewoners
- Paul Devaux, staatsman
- Louis De Ridder, volksvertegenwoordiger
- Pierre Vandamme, burgemeester
- Fernand Vandamme, volksvertegenwoordiger, schepen
- Eduard Wallays, schilder